# 레카 샤르마
레카 샤르마(Rekha Sharma, 1970년 1월 1일 ~ )는 캐나다의 배우이다.